# Linholmsören
Linholmsören är två skär i kommunen Sibbo i Finland. De ligger i den ekonomiska regionen  Helsingfors och landskapet Nyland, i den södra delen av landet, 30 km öster om huvudstaden Helsingfors.
Kommungränsen mellan Sibbo och Borgå kommuner passerar mellan de båda skären. På det södra skäret står en ensfyr som tillsammans med fyren på Rävholmen markerar farleden från väster in mot Borgå.